# Communauté de communes Vallée de l'Hérault
La Communauté de communes Vallée de l'Hérault es una estructura intermunicipal francesa, situada en el departamento de Hérault y la región Occitania.

## Composición
La Communauté de communes Vallée de l'Hérault se compone de 28 municipios:
1. Gignac
2. Aniane
3. Arboras
4. Argelliers
5. Aumelas
6. Bélarga
7. La Boissière
8. Campagnan
9. Jonquières
10. Lagamas
11. Montarnaud
12. Montpeyroux
13. Plaissan
14. Popian
15. Le Pouget
16. Pouzols
17. Puéchabon
18. Puilacher
19. Saint-André-de-Sangonis
20. Saint-Bauzille-de-la-Sylve
21. Saint-Guilhem-le-Désert
22. Saint-Guiraud
23. Saint-Jean-de-Fos
24. Saint-Pargoire
25. Saint-Paul-et-Valmalle
26. Saint-Saturnin-de-Lucian
27. Tressan
28. Vendémian